# エーカー
エーカー（噎・英町・英加、acre, 記号: ac）は、ヤード・ポンド法の面積の単位である。
イギリスでもアメリカでも、1エーカーは 43 560 平方フィートと定義されているが、フィートにはイギリスが使っている国際フィートとアメリカが測量に使っている測量フィートとの2種類があるために、両国でその平方メートル換算値が若干異なっているが、およそ 4 047 平方メートルである。
日本ではエーカーは計量単位令別表第7に載せられていないため、取引または証明（計量法#取引、証明とは）にはいかなる場合でも使用することができない（ヤード・ポンド法#計量法で認められている計量単位）。平方ヤード、平方インチ、平方フートまたは平方フィート、平方マイルのみを、限定された用途に用いることができる。

## 定義
イギリス
イギリスでは、1 エーカー =（正確に）4046.856 4224 平方メートルである。これは、1959年に国際的に定められたフィート（国際フィート）に基づくものである。
アメリカ
アメリカでは、連邦標準技術局 (NIST) が 1 エーカー = 43 560 平方測量フィートと定義している。国際フィートに基づく定義ではないことに注意。なお、640 エーカーが、1 平方測量マイルである。
測量フィートは、1200/3937 メートル（= 約 0.304 800 609 601 219 メートル）なので、1 エーカーは 約 4046.872 609 874 m2 となる。イギリスの国際フィートに基づく定義に比べて、約 0.016 187 474 平方メートル = 約 161.87 平方センチメートルだけ大きい。これは紙のA6サイズ（155.40平方センチメートル、105 mm × 148 mm）程度の面積、または官製はがき (148.00平方センチメートル、100 mm × 148 mm) 程度の面積である。

## 換算
1 国際エーカーは、以下の値に等しい。
- 4046.856 4224 m2（SI単位）
- 40.468 564 224 a
- 0.404 685 642 24 ha
- 43 560 平方国際フィート
- 4840 平方ヤード
- 160 平方英ロッド（英ポール、英パーチ）
- 4 ルード
- 1/640 平方マイル
- 1英ハロン × 1英チェーン

1 国際エーカーは一辺 約 208.710 325 571 国際フィート（= 約 63.614 907 メートル）の正方形の面積に等しい。
1 平方マイルは 640 エーカーである。一辺が4分の1マイルの正方形の面積は 40 エーカーである。一辺が2分の1マイルの正方形の面積は 160 エーカーとなり、これはアメリカのホームステッド法の下での土地の区画として用いられた。

## 歴史
エーカー (acre) という名前は、畑を意味する古英語 æcerに由来する。そこから、「雄牛2頭引きの犂を使って1人が1日で耕すことのできる面積」という意味の単位の名称として使われた。あるいは、「成人1人の1年分の穀物を生産できる面積」とも言える。同様の単位はヨーロッパ各地にあり、半日で耕せる面積にはドイツのモルゲン、1日に耕せる面積にはスペインのアランサダ (es:aranzada) がある。その土地の傾斜や土の固さなどによって1エーカーの面積は変わることになるが、同じエーカーであれば、作業時間・生産できる穀物の量は同じということになる。
1277年、イギリスのエドワード1世が、「4 ロッド（ポール、パーチ） × 40 ロッドの土地の面積」を 1 エーカーと定めた。この定義は「法定エーカー」と呼ばれる。1 ロッドは 5.5 ヤード、16.5 フィートであるので、1 エーカーは 4 840 平方ヤード、43 560 平方フィートとなる。これは今日の定義と同じである。なお、4 ロッドをチェーン、40 ロッドをハロンという。1 ロッド × 1 ハロンの面積をルードといい、1 エーカーは 4 ルードとなる。

## 派生単位
- エーカー・フィート - 体積の単位
- エーカー・インチ - 体積の単位